# Grande Arménia

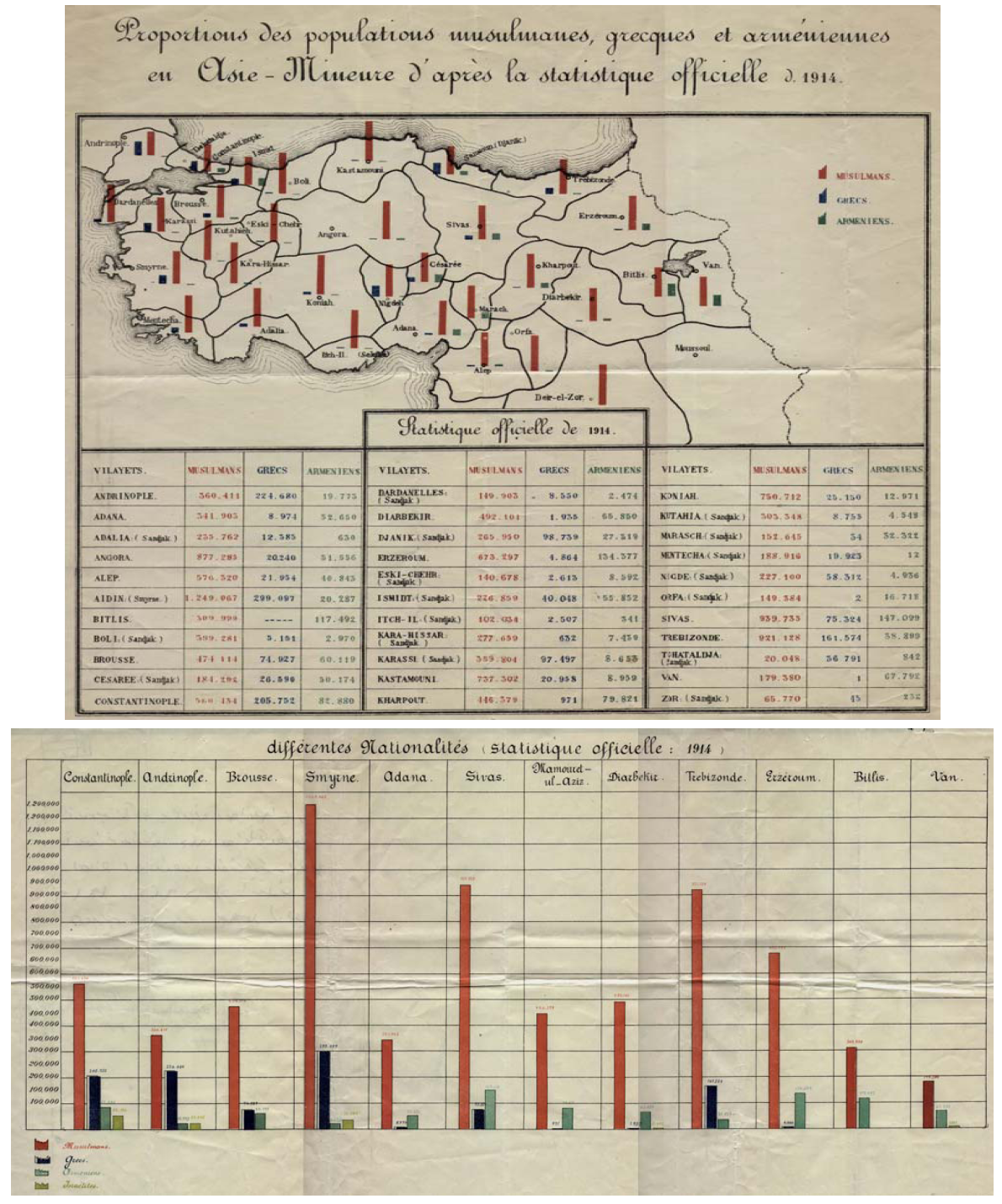

Grande Arménia (português europeu) ou Armênia (português brasileiro) ou Arménia Unida (termo utilizado pela Federação Revolucionária Arménia, FRA) é um objectivo político irredentista que pretende agregar todos os territórios "histórica ou etnicamente arménios" à República da Arménia. A maioria destes territórios foram fustigados durante o genocídio arménio.

## Territórios
Segundo a FRA os territórios a agregar são:
- Armênia Wilsoniana (actualmente no este da Turquia como proposto no Tratado de Sèvres).
- República de Artsaque (uma república autoproclamada predominantemente arménia, localizada dentro das fronteiras internacionalmente reconhecidas do Azerbaijão).
- Javaquécia (uma região predominantemente arménia na actual Geórgia).
- Naquichevão (um exclave autónomo do Azerbaijão que já foi ocupado por uma comunidade arménia significativa).[3]